# Grand Prix Argentiny 1997
Dvacátá Grand Prix Argentiny (XX Gran Premio Marlboro de la Republica Argentina) se jako jubilejní 600. Velká cena seriálu Formule 1 jela 13. dubna 1997 na okruhu Buenos Aires.
Závod měl 72 kol po 4,259 km, celkem jezdci ujeli 306,648 kilometrů. Velká cena skončila 6. vítězstvím Jacquese Villeneuva a 97. vítězstvím vozu Williams. Taktéž šlo o 12. vítězství pro kanadského jezdce a 19. vítězství pro vůz se startovním číslem 3.

## Výsledky

### Pořadí v cíli
| Pozice | Jezdec                | Vůz            | Čas            |
| ------ | --------------------- | -------------- | -------------- |
| 1      | Jacques Villeneuve    | Williams FW19  | 1:52'01.715    |
| 2      | Eddie Irvine          | Ferrari F310B  | á 0:00:979     |
| 3      | Ralf Schumacher       | Jordan 197     | á 0:12:089     |
| 4      | Johnny Herbert        | Sauber C16     | á 0:29:919     |
| 5      | Mika Häkkinen         | McLaren MP4/12 | á 0:30:351     |
| 6      | Gerhard Berger        | Benetton B197  | á 0:31:393     |
| 7      | Jean Alesi            | Benetton B197  | á 0:46:359     |
| 8      | Mika Salo             | Tyrrell 025    | á 1 kolo       |
| 9      | Jarno Trulli          | Minardi M197   | á 1 kolo       |
| 10     | Jan Magnussen         | Stewart SF01   | á 6 kol /Motor |
| Kolo   | Odstoupili            | -              | -              |
| 63     | Nicola Larini         | Sauber C16     | Mimo trať      |
| 50     | Pedro Diniz           | Arrows A18     | Motor          |
| 49     | Šindži Nakano         | Prost JS45     | Motor          |
| 43     | Jos Verstappen        | Tyrrell 025    | Motor          |
| 37     | Ukjó Katajama         | Minardi M197   | Mimo trať      |
| 33     | Damon Hill            | Arrows A18     | Motor          |
| 24     | Giancarlo Fisichella  | Jordan 197     | Kolize         |
| 24     | Rubens Barrichello    | Stewart SF01   | Hydraulika     |
| 18     | Olivier Panis         | Prost JS45     | Elektronika    |
| 5      | Heinz-Harald Frentzen | Williams FW19  | Spojka         |
| 0      | Michael Schumacher    | Ferrari F310B  | Kolize         |
| 0      | David Coulthard       | McLaren MP4/12 | Kolize         |

### Nejrychlejší kolo
- Gerhard Berger Benetton 1'27.981
- 20. nejrychlejší kolo pro Alexandera Wurze
- 34. nejrychlejší kolo pro Benetton
- 47. nejrychlejší kolo pro Rakousko
- 22. nejrychlejší kolo pro vůz se startovním číslem 8

### Vedení v závodě
| Kola         | km         | Jezdec             | %   |
| 1-38 kolo    | 161.842 km | Jacques Villeneuve | 53% |
| 39 - 44 kolo | 25.554 km  | Eddie Irvine       | 8%  |
| 45-72 kolo   | 119.252 km | Jacques Villeneuve | 39% |
| ------------ | ---------- | ------------------ | --- |

| Villeneuve | Irvine | Villeneuve |
| ---------- | ------ | ---------- |

### Postavení na startu
- Jacques Villeneuve  Williams 1:24,473
- 6. Pole position pro Jacquese Villeneuvea
- 100. Pole position pro Williams
- 8. Pole position pro Kanadu
- 15. Pole position pro vůz se startovním číslem 3

| 1. řada  | 1                                    | 2                                       |
|          | Jacques Villeneuve Williams 1:24.473 | Heinz Harald Frentzen Williams 1:25.271 |
| 2. řada  | 3                                    | 4                                       |
|          | Olivier Panis Prost 1:25.491         | Michael Schumacher Ferrari 1:25.773     |
| 3. řada  | 5                                    | 6                                       |
|          | Rubens Barrichello Stewart 1:25.942  | Ralf Schumacher Jordan 1:26.218         |
| 4. řada  | 7                                    | 8                                       |
|          | Eddie Irvine Ferrari 1:26.327        | Johnny Herbert Sauber 1:26.564          |
| 5. řada  | 9                                    | 10                                      |
|          | Giancarlo Fisichella Jordan 1:26.619 | David Coulthard McLaren 1:26.799        |
| 6. řada  | 11                                   | 12                                      |
|          | Jean Alesi Benetton 1:27.076         | Gerhard Berger Benetton 1:27.259        |
| 7. řada  | 13                                   | 14                                      |
|          | Damon Hill Arrows 1:27.281           | Nicola Larini Sauber 1:27.690           |
| 8. řada  | 15                                   | 16                                      |
|          | Jan Magnussen Steward 1:28.035       | Jos Verstappen Tyrrell 1:28.094         |
| 9. řada  | 17                                   | 18                                      |
|          | Mika Häkkinen McLaren 1:28.135       | Jarno Trulli Minardi 1:28.160           |
| 10. řada | 19                                   | 20                                      |
|          | Mika Salo Tyrrell 1:28.224           | Šindži Nakano Prost 1:28.366            |
| 11. řada | 21                                   | 22                                      |
|          | Ukjó Katajama Minardi 1:28.413       | Pedro Diniz Arrows 1:28.969             |
| -------- | ------------------------------------ | --------------------------------------- |

### Zajímavosti
- 25. GP pro pneumatiky Bridgestone

| Pole position      | Vítězství          | Nejrychlejší kolo |
| Kanada             | Kanada             | Rakousko          |
| Jacques Villeneuve | Jacques Villeneuve | Gerhard Berger    |
| Williams FW19      | Williams FW19      | Benetton B197     |
| 1'24.473           | 1:52'01.715        | 1'27.981          |
| 181.507 km/h       | 164.234 km/h       | 174.269 km/h      |
| ------------------ | ------------------ | ----------------- |

### Stav MS
| *  | Jezdec             | Body |
| -- | ------------------ | ---- |
| 1  | Jacques Villeneuve | 20   |
| 2  | David Coulthard    | 10   |
| 3  | Gerhard Berger     | 10   |
| 4  | Mika Häkkinen      | 9    |
| 5  | Michael Schumacher | 8    |
| 6  | Eddie Irvine       | 6    |
| 7  | Olivier Panis      | 6    |
| 8  | Ralf Schumacher    | 4    |
| 9  | Johnny Herbert     | 3    |
| 10 | Nicola Larini      | 1    |
| 11 | Jean Alesi         | 1    |

| * | Vozy     | Body |
| - | -------- | ---- |
| 1 | Williams | 20   |
| 2 | McLaren  | 19   |
| 3 | Ferrari  | 14   |
| 4 | Benetton | 11   |
| 5 | Prost    | 6    |
| 5 | Jordan   | 4    |
| 6 | Sauber   | 4    |

| * | Jezdec         | Body |
| - | -------------- | ---- |
| 1 | Kanada         | 20   |
| 2 | Velká Británie | 19   |
| 3 | Německo        | 12   |
| 4 | Rakousko       | 10   |
| 5 | Finsko         | 9    |
| 6 | Francie        | 7    |
| 7 | Itálie         | 1    |